# Ľubomír Bajtoš
Ľubomír Bajtoš (* 1. června 1965 Spišský Štvrtok) je bývalý slovenský fotbalista, obránce.

## Fotbalová kariéra
V československé lize hrál za Tatran Prešov. V československé lize nastoupil v 42 utkáních a dal 6 gólů. Ve slovenské lize hrál i za FC Nitra. dále hrál za Spišskou Novou Ves a Slavoj Trebišov.

## Ligová bilance
| Ročník                                   | Zápasy | Góly | Klub          |
| ---------------------------------------- | ------ | ---- | ------------- |
| 1. československá fotbalová liga 1990/91 | 14     | 1    | Tatran Prešov |
| 1. československá fotbalová liga 1992/93 | 28     | 5    | Tatran Prešov |
| Corgoň liga 1993/94                      | 28     | 1    | Tatran Prešov |
| Corgoň liga 1994/95                      | 21     | 0    | Tatran Prešov |
| Corgoň liga 1998/99                      | -      | -    | FC Nitra      |
| CELKEM                                   | 47     | 3    |               |